# Park Point Lookout
Le Park Point Lookout est une tour de guet du comté de Montezuma, dans le Colorado, aux États-Unis. Situé à 2 612 mètres au sommet de Park Point, il est protégé au sein du parc national de Mesa Verde. Construit en 1939 par le Civilian Conservation Corps, c'est un édicule octogonal construit dans le style rustique du National Park Service.